# (1827) Atkinson
(1827) Atkinson – planetoida z grupy pasa głównego planetoid okrążająca Słońce w ciągu 4 lat i 168 dni w średniej odległości 2,71 au Została odkryta 7 września 1962 roku w Goethe Link Observatory (Indiana Asteroid Program) w Brooklynie w stanie Indiana. Nazwa planetoidy pochodzi od Roberta d’Escourt Atkinsona (1898-1982), brytyjskiego astronoma. Przed jej nadaniem planetoida nosiła oznaczenie tymczasowe (1827) 1962 RK.